# Paul Scheerbart
Paul Karl Wilhelm Scheerbart (Danzigue, 8 de janeiro de 1863 — Berlim, 15 de outubro de 1915) foi um escritor alemão, autor de literatura e desenhos de corte fantástico. Publicou também com o pseudônimo Kuno Küfer e Bruno Küfer. 

## Biografia
Começou os seus estudos de filosofia e de história da arte em 1885. Em 1887 trabalhou como poeta em Berlim e tentou inventar máquinas de moto-contínuo. Em 1892 foi um dos cofundadores da Verlag deutscher Phantasten (Editores alemães de Fantasia). Nesse momento encontrava-se em dificuldades financeiras. Após escrever em diferentes publicações escreveu o seu primeiro romance, Die große Revolution (A Grande Revolução), que foi publicado pela Insel-Verlag. 
A sua obra mais conhecida é o ensaio Arquitetura de cristal (Glasarchitektur, 1914), que influiu na arquitetura expressionista. Nessa obra atacou o funcionalismo pela sua falta de sentido artístico e defendeu a substituição do tijolo pelo cristal. A sua teoria foi posta em prática por Bruno Taut no Pavilhão de Cristal da Exposição da Deutscher Werkbund de Colônia de 1914.

## Obra

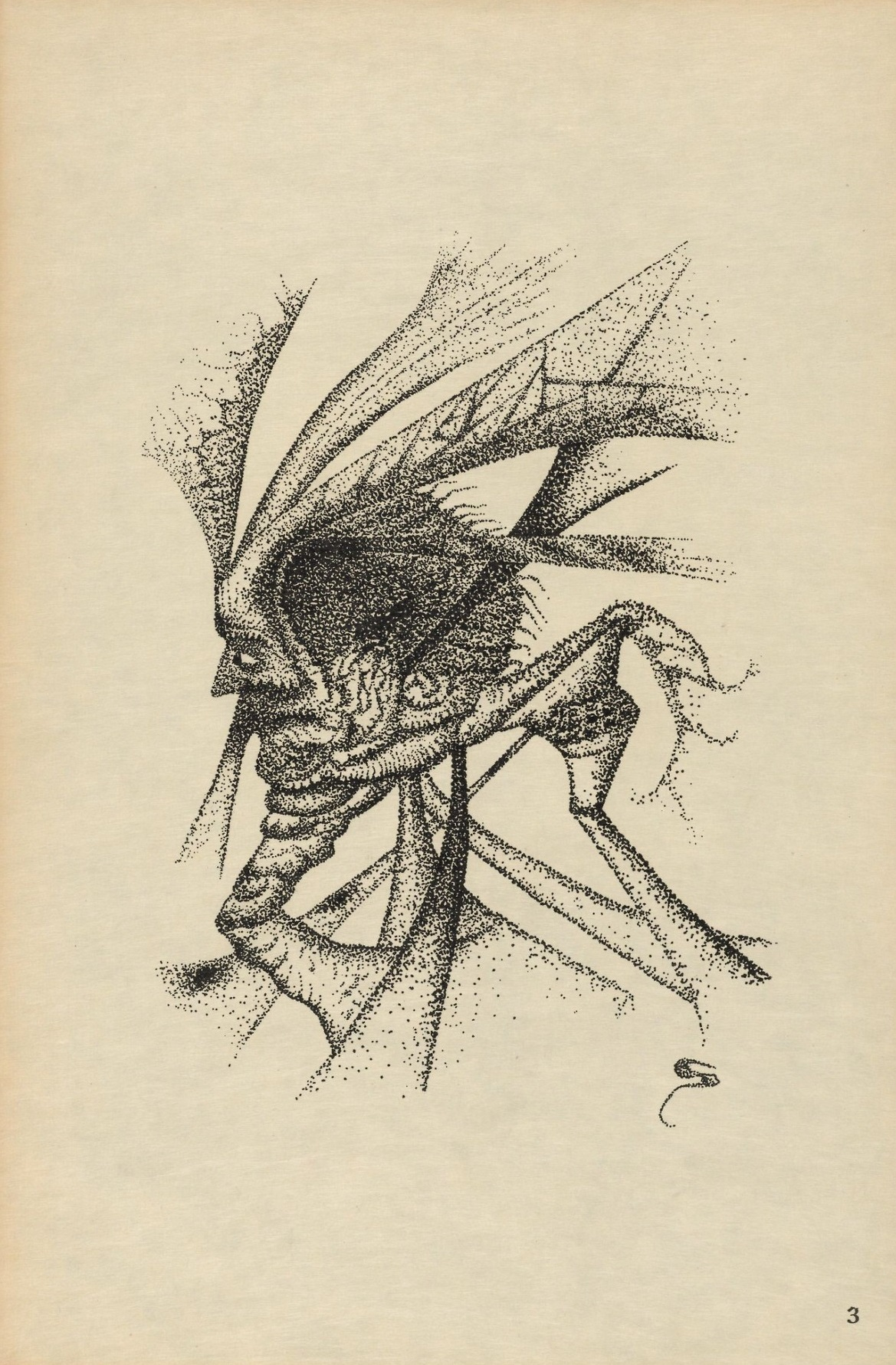
Jenseits-Galeri, 1907

- 1889 Das Paradies. Die Heimat der Kunst
- 1893 Ja... was... möchten wir nicht Alles!
- 1897 Ich liebe Dich!
- 1897 Tarub, Bagdads berühmte Köchin
- 1897 Der Tod der Barmekiden
- 1898 Na prost!
- 1900 Die wilde Jagd
- 1901 Rakkóx der Billionär
- 1901 Die Seeschlange
- 1902 Die große Revolution
- 1902 Immer mutig!
- 1902 Liwûna und Kaidôh
- 1902 Weltglanz
- 1903 Kometentanz
- 1903 Der Aufgang zur Sonne
- 1904 Der Kaiser von Utopia
- 1904 Machtspäße
- 1904 Revolutionäre Theater-Bibliothek
- 1906 Münchhausen und Clarissa
- 1907 Jenseits-Galeri
- 1909 Die Entwicklung des Luftmilitarismus und die Auflösung der europäischen Land-Heere, Festungen und Seeflotten
- 1909 Kater-Poesie
- 1910 Das Perpetuum mobile
- 1912 Das große Licht
- 1912 Flora Mohr
- 1913 Lesabéndio
- 1914 Das graue Tuch und zehn Prozent Weiß
- 1914 Glasarchitektur
- 1921 Von Zimmer zu Zimmer

- Este artigo foi inicialmente traduzido, total ou parcialmente, do artigo da Wikipédia em castelhano cujo título é «Paul Scheerbart».